# Lars D. Eriksson
Lars David Eriksson, född 10 november 1938 i Mariehamn, är en finländsk jurist. 
Eriksson blev juris doktor 1980. Han var tillförordnad biträdande professor i offentlig rätt vid Helsingfors universitet 1972–1982, biträdande professor 1982–1998 och professor 1998–2001. Han har skrivit ett stort antal inlägg i samhällsdebatten och därvid visat starkt engagemang förde svaga grupperna i samhället och kritiserat makthavarna. Detta engagemang förde honom allt längre vänsterut på de politiska skalan; från att ha varit ordförande i det Svenska folkpartiet närstående Nyliberala studentförbundet 1963–1964 blev han först socialdemokrat och var därefter medlem av Finlands kommunistiska partis centralkommitté 1982–1988. 
Förutom juridisk litteratur utgav Eriksson 2002 böckerna Otänkta tankar, med för honom typiska skarpsinniga reflektioner, och Motströms, en samling texter skrivna mellan 1964 och 2000.